# Чагарниця сріблястощока
Чагарни́ця сріблястощока (Trochalopteron yersini) — вид горобцеподібних птахів родини Leiothrichidae. Ендемік В'єтнаму.

## Опис
Довжина птаха становить 26-28 см. Забарвлення яскраве, оранжево-коричневе. Голова чорна, щоки сріблясті. Покривні пера чорнуваті, крила яскраво-золотисті або оранжеві.

## Поширення і екологія
Сріблястощокі чагарниці є ендеміками Далатського плато в Південному В'єтнамі. Вони живуть у густому підліску вологих гірських тропічних лісів та у високогірних чагарникових заростях. Зустрічаються на висоті від 1400 до 2440 м над рівнем моря, у зграйках по 4-8 птахів. Сезон розмноження, імовірно, триває з березня по травень.

## Збереження
МСОП класифікує цей вид як такий, що перебуває під загрозою зникнення. За оцінками дослідників, популяція сріблястощоких чагарниць становить від 3500 до 15000 птахів. Їм загрожує знищення природного середовища.